# Đoàn Việt Cường
Đoàn Việt Cường (* 13. Juni 1985) ist ein ehemaliger vietnamesischer Fußballspieler.

## Karriere

### Verein
Đoàn begann seine Fußballkarriere 2003 bei FC Đồng Tháp. Mit dem Klub erzielte Đoàn schwankende Ergebnisse. 2006 erspielte sich der Verein den Meistertitel der zweiten Liga, stieg jedoch bereits 2007 wieder aus der V-League ab, um im Folgejahr den erneuten Aufstieg zu schaffen. 2009 wechselte der Defensivspieler zu Ligakonkurrent Hoàng Anh Gia Lai. Mit diesen erreichte er in seinem ersten Jahr Platz sechs in der Liga.

### Nationalmannschaft
Seit 2007 ist Đoàn in der vietnamesischen A-Nationalmannschaft aktiv und gehört zum Team bei der Asienmeisterschaft 2007. In der Gruppe B mit den Teams der Vereinigten Arabischen Emirate, Japan und Katar, kam Đoàn bei der 1:4-Niederlage am 16. Juli 2007 zu seinem einzigen Turniereinsatz, als ihn Trainer Alfred Riedl in der 74. Minute für Lê Tấn Tài einwechselte.
Zu seinen größten Erfolgen mit dieser gehört der Gewinn der ASEAN-Fußballmeisterschaft 2008, einem Fußballturnier für all südostasiatischen Auswahlmannschaften. Im Finale am 24. und 28. Dezember wurde Thailand nach 2:1 und 1:1 geschlagen und somit erstmals seit Einführung des Cups im Jahre 1996, dieser Titel gewonnen.
2010 wurde Đoàn in den Kader für den vom vietnamesischen Fußballverband ausgetragenen VFF Cup 2010 berufen. Ohne Sieg platzierte sich das Team auf Rang vier von vier Teams. Kurz darauf, im Dezember des Jahres, berief Nationaltrainer Henrique Callisto den Verteidiger in das Aufgebot für die ASEAN-Meisterschaft 2010.

## Erfolge

### Verein
- Meister der zweiten Liga mit FC Đồng Tháp: 2006
- Aufstieg in die V-League mit FC Đồng Tháp: 2008

### Nationalmannschaft
- ASEAN-Fußballmeisterschaft: 2008

## Trivia
- Đoàns Vater, Đoàn Văn Phát, war ebenfalls Fußballer in Vietnam.